# Citocromo c perossidasi
La Citocromo c perossidasi, o CCP, è un enzima, appartenente alla classe delle ossidoreduttasi. che contiene eme solubile in acqua. Fa parte della famiglia delle perossidasi che prende equivalenti riducenti dal citocromo c e riduce il perossido di idrogeno in acqua:
CCP + H2O2 + 2 ferrocitocromo c + 2H+ ⇌ CCP + 2H2O + 2 ferricitocromo c
La Citocromo c perossidasi può reagire anche con idroperossidi diversi dal perossido di idrogeno ma la velocità di reazione è molto minore che con il perossido di idrogeno.
Fu isolato per la prima volta nel lievito da R. A. Altschul, Abrams, e Hogness nel 1940, benché non alla purezza. La prima preparazione purificata di lievito CCP si deve a Takashi Yonetani e la sua preparazione mediante cromatografia a scambio ionico nei primi anni Sessanta. La struttura ai raggi X fu opera di Thomas Poulos nei tardi anni '70.
L'enzima del lievito è un monomero di peso molecolare 34,000, contenente 293 amminoacidi, e contiene anche un singolo legame eme b non covalente. 
Stranamente per le proteine, questo enzima cristallizza quando sottoposto a dialisi con acqua distillata. Ancora, l'enzima si purifica come conseguenza della cristallizzazione, facendo cicli di cristallizzazione un effettivo passo per la purificazione finale.
Similmente alla catalasi, la reazione del citocromo c perossidasi si sviluppa in tre passaggi, formando dapprima un composto I del CCP e poi un composto II del CCP:
CCP + ROOH → CCP-composto I + ROH + H2O
CCP-composto I + e- + H+ → CCP-composto II
CCP-composto II + e- + H+ → CCP
CCP a riposo ha un eme ferrico e dopo l'aggiunta di due equivalenti ossidanti da un idroperossido, diviene un enzima con stato formale di ossidazione V. Comunque, sia basse temperature, misuramenti a suscettibilità magnetica e la spettroscopia Mössbauer mostrano che il ferro nel composto I del CCP è un ferro +4 ferrile, e non in stato di ossidazione V. L'altra caratteristica saliente del composto I del CCP è un longevo radicale libero, la cui presenza suggerisce una specie diversa dai radicali liberi di porfirina di altri composti I di perossidasi. Inizialmente era riconosciuto essere un radicale libero organico, con il grosso dell'evidenza che lo legava alla catena laterale del residuo di triptofano (Trp-191).
Diversamente da molte perossidasi, il composto I del CCP è abbastanza longevo, decadendo in composto II di CCP con una vita media a temperatura ambiente che va da 40 minuti a un paio d'ore.